# Wiktor Dega
Wiktor Marian Dega (ur. 7 grudnia 1896 w Poznaniu, zm. 16 lutego 1995 tamże) – polski lekarz, profesor Uniwersytetu Poznańskiego, a później AM w Poznaniu, naukowiec, członek rzeczywisty Polskiej Akademii Nauk, jeden ze współzałożycieli Polskiego Towarzystwa Ortopedycznego i Traumatologicznego. Pierwszy Kawaler Orderu Uśmiechu – odznaczenie to odebrał 6 lutego 1969 w Poznaniu. Następnie członek Międzynarodowej Kapituły tego orderu, członek Prezydium Ogólnopolskiego Komitetu Frontu Jedności Narodu od 1971 do 1983. Budowniczy Polski Ludowej.

## Życiorys
Urodził się w rodzinie Wiktora, wicedyrektora Zakładu Ubezpieczeń, i Zofii z domu Korzbok-Tuchołka. Uczył się w Gimnazjum św. Marii Magdaleny w Poznaniu, jednak nie ukończył tam nauki z powodu wybuchu I wojny światowej. Podczas nauki w tej placówce należał do Towarzystwa Tomasza Zana. W 1915 powołany został do armii niemieckiej, w której służył do końca I wojny światowej. Od 28 grudnia 1918 do maja 1919 uczestniczył w powstaniu wielkopolskim i z 10 p. Strz. Wlkp. brał udział w walkach o lotnisko na Ławicy, walkach pod Kcynią, Rynarzewem i nad Notecią w stopniu sierżanta. W maju 1919 został przeniesiony do batalionu Zapasowego 68 p.p. i następnie skierowany na kurs medyczny, po którym został podporucznikiem, a w rok później porucznikiem i przydzielony w 1920 do 7 komp. Zapasowej sanitariatu.
Jeszcze podczas służby w armii niemieckiej w 1919 zdał maturę w Koblencji, a następnie rozpoczął studia medyczne na uniwersytecie w Berlinie. Po opuszczeniu armii w 1920 wznowił przerwane studia na Uniwersytecie Warszawskim, a 1922 przeniósł się na Wydział Lekarski Uniwersytetu Poznańskiego, na którym uzyskał tytuł doktora wszechnauk lekarskich w 1924. Po studiach specjalizował się w ortopedii i chirurgii ortopedycznej w Klinice Ortopedii Uniwersytetu Poznańskiego pod kierunkiem prof. Ireneusza Wierzejewskiego. W latach 1925–1926 pogłębiał swoją wiedzę w zakresie ortopedii, pracując u prof. Nove-Josseranda w Lyonie oraz prof. Ombredanne’a w Paryżu. Od 1926, jako asystent, prowadził dla studentów wychowania fizycznego UP wykłady z gimnastyki leczniczej i masażu, a w 1928 został kierownikiem Poradni Sportowo-Lekarskiej w Poznaniu. W 1931 został prymariuszem Poznańskiego Zakładu Ortopedycznego im. B. S. Gąsiorowskiego. W 1932 ponownie wyjechał za granicę, gdzie nawiązał kontakty prof. Puttim z Bolonii oraz prof. Patrikiem Haglundem ze Sztokholmu. W rok później (1933) habilitował się, pisząc rozprawę „Badania z dziedziny etiologii i patogenezy wrodzonego zwichnięcia biodra”. W tym okresie został członkiem honorowym poznańskiej Korporacji Akademickiej „Icaria”. W listopadzie 1937 był ordynatorem zbudowanego i zorganizowanego według jego planów Oddziału Ortopedycznego Szpitala Miejskiego w Bydgoszczy. Funkcję tę pełnił do 31 sierpnia 1939, kiedy został zmobilizowany.
Brał udział w kampanii wrześniowej. W stopniu kapitana służył w Armii Pomorze, został ranny w bitwie pod Kutnem, a 17 września 1939 wraz ze szpitalem polowym, w którym pracował, dostał się do niewoli. W kwietniu 1940 został zwolniony, po czym objął stanowisko ordynatora Oddziału Chirurgii Dziecięcej w warszawskim Szpitalu Karola i Marii. Podczas powstania warszawskiego był chirurgiem w punkcie opatrunkowym „Sano” przy ul. Lwowskiej. Po kapitulacji ewakuował się ze szpitalem Karola i Marii do Włodzimierzowa k. Piotrkowa Trybunalskiego, gdzie pracował aż do wkroczenia Armii Czerwonej.
Zaraz po wojnie powrócił do Poznania, gdzie podjął nauczanie na Uniwersytecie. W grudniu 1945 otrzymał nominację na profesora nadzwyczajnego i posadę kierownika Katedry i Kliniki Ortopedycznej. Po reformie w 1950 wraz z kierowaną przez siebie katedrą i kliniką przeszedł do nowo utworzonej Akademii Medycznej w Poznaniu. Zorganizowanie pracy kliniki od podstaw pozwoliło mu na wdrożenie własnego programu kompleksowego leczenia chorych z upośledzoną czynnością narządu ruchu. W 1956 został mianowany profesorem zwyczajnym. W latach 1957–1967 był ekspertem WHO w zakresie readaptacji, a w okresie 1959–1962 – rektorem AM. W 1960 jako jednemu ze światowych pionierów rehabilitacji udało mu się w Poznaniu utworzyć pierwszą na świecie Katedrę Medycyny Rehabilitacyjnej. Jego sukcesy sprawiły, że w 1969 Ministerstwo Zdrowia włączyło rehabilitację w ramy organizacji opieki medycznej. W tym samym roku otrzymał doktorat honoris causa swojej uczelni. W następnym roku Europejskie Biuro WHO uznało jego program kompleksowej rehabilitacji obecnej na każdym etapie leczenia za modelowy.
Na dorobek naukowy prof. W. Degi składa się ponad 250 prac, z czego około 60 dotyczy wrodzonych zwichnięć stawu biodrowego. Jego badania w tej dziedzinie stały się podstawą do opracowania metody operacyjnego leczenia nazywanej osteotomią transiliakalną. Sam profesor był również autorem kilku technik operacyjnych.
Jego osiągnięcia były wielokrotnie doceniane zarówno przez naukowców, jak i pacjentów:
- doktoraty honoris causa Akademii Medycznych w Poznaniu (1968), Krakowie (1974), Wrocławiu (1973), Łodzi (1977), AWF w Poznaniu i Uniwersytetu w Halle – Wittenberg (1977[4])
- członek korespondent (od 1962), członek rzeczywisty (od 1969), w latach 1963–1968 członek prezydium Polskiej Akademii Nauk[5].
- członek dziewięciu krajowych i zagranicznych towarzystw naukowych
- członek honorowy czterech krajowych i szesnastu zagranicznych towarzystw.

Był honorowym członkiem Towarzystwa Miłośników Miasta Poznania im. Cyryla Ratajskiego. 11 lutego 1992 uchwałą Rady Miasta Poznania otrzymał tytuł Honorowego Obywatela Miasta Poznania.
Zmarł 16 lutego 1995 roku w Poznaniu, pochowany na cmentarzu Junikowskim (pole 3 kwatera 1-7-10).

## Ordery i odznaczenia
- Order Budowniczych Polski Ludowej (1964)[8]
- Krzyż Komandorski z Gwiazdą Orderu Odrodzenia Polski (1971)
- Krzyż Oficerski Orderu Odrodzenia Polski (22 lipca 1953)[9]
- Złoty Krzyż Zasługi (1 maja 1952)[10]
- Wielkopolski Krzyż Powstańczy (15 czerwca 1990)[11]
- Medal 10-lecia Polski Ludowej (28 marca 1955)[12]
- Odznaka honorowa „Za wzorową pracę w służbie zdrowia” (1 kwietnia 1951)[13]
- Kawaler Orderu Uśmiechu (1969, jako pierwszy w historii)[2]

## Nagrody
- Nagroda Państwowa III stopnia za prace w zakresie chirurgii rehabilitacyjnej (1951)[14]
- Nagroda im. Alberta Laskera (1966, najwyższa światowa nagroda w dziedzinie rehabilitacji przyznawana przez Międzynarodowe Towarzystwo Rehabilitacji)
- Nagroda Państwowa I stopnia (21 lipca 1968)[15]

## Upamiętnienie
W roku 1996 Państwowy Szpital Kliniczny nr 4 w Poznaniu otrzymał imię Wiktora Degi.